# ميها غولوب
ميها غولوب (بالسلوفينية: Miha Golob)‏ هو لاعب كرة قدم سلوفيني في مركز الوسط، ولد في 9 ديسمبر 1980. لعب مع دينامو زغرب.
1. ↑   https://www.transfermarkt.com/miha-golob/profil/spieler/24266. {{استشهاد ويب}}: |url= بحاجة لعنوان (مساعدة) والوسيط |title= غير موجود أو فارغ (من ويكي بيانات) (مساعدة)